# Leòcrit d'Atenes
Leòcrit (en llatí Leocritus, en grec antic  Λεώκριτος), fill de Protarc, fou un destacat militar atenenc que es va distingir molt en l'atac al Museu d'Atenes, dirigit per Olimpiòdor, quan els atenencs van expulsar la guarnició macedònia instal·lada en aquell lloc per Demetri Poliorcetes, el 287 aC.
Leòcrit va ser el primer que va aconseguir entrar al Museu i va morir en la lluita. Els atenencs, en el honor a la seva memòria, van penjar el seu escut al temple de Zeus ἐλευθέριος, (Eleuteri "llibertat"), amb una inscripció que narrava els fets, segons diu Pausànies.